# Cheffreville-Tonnencourt
Cheffreville-Tonnencourt est une ancienne commune française, située dans le département du Calvados en région Normandie, devenue le 1er janvier 2016 une commune déléguée au sein de la commune nouvelle de Livarot-Pays-d'Auge.
Elle est peuplée de 289 habitants.

## Géographie
La commune est au cœur du pays d'Auge. Son petit bourg est à 8,5 km à l'est de Livarot, à 14 km au nord de Vimoutiers, à 15 km au sud de Lisieux et à 16 km à l'ouest d'Orbec.
| Le Mesnil-Germain           | Fervaques                | Fervaques             |
| Sainte-Marguerite-des-Loges | Cheffreville-Tonnencourt | Fervaques             |
| Sainte-Marguerite-des-Loges | Notre-Dame-de-Courson    | Notre-Dame-de-Courson |

## Toponymie
Cheffreville est attesté sous les formes Seicfrede villa en 1024, Sigefredivilla en 1135. 
Il s'agit d'une formation toponymique en -ville au sens ancien de « domaine rural », dont le premier élément Cheffre- représente un anthoponyme selon le cas général. Il s'explique par le nom d'homme germanique continental Sigfredus (donné sous la forme allemande moderne Siegfried par Albert Dauzat), également utilisé en vieux norrois Sigfrid[r],,, (vieux danois Sigfred), avec chuintement tardif sur le [s].
Toutefois, la fréquence du type Cheffreville / Chiffreville en Normandie, la proximité des deux lieux Chiffretot (Sifretot 1225) / Chiffreville (Orne, Savigny, Sigefridisvilla 1035), formés avec le même nom de personne et associés à l'appellatif norrois topt, toft > -tot et l'occurrence de Chiffrevast (Tamerville) dans le nord Cotentin dans la zone de diffusion de la toponymie norroise font préférer la seconde hypothèse. On dénombre au moins deux autres Chiffreville en Normandie, dont un lieu-dit de la commune de Criel-sur-Mer (Seifredi villa XIe siècle) et un autre à Montivilliers (Siffreville 1420).
Cet anthroponyme se perpétue dans le patronyme Seffray, attesté dans le Calvados et uniquement en Normandie autrefois.
Le gentilé est Cheffrevillais.
Tonnencourt est mentionné sous les formes Tornecort en 1184; Thonnencourt en 1579; Tonancourt en 1723. Il s'agit d'une formation médiévale en -court (bas latin cōrtem, gallo-roman *CŌRTE, ancien français cort > français cour). C'est un des rares toponymes en -court à l'ouest de la Normandie, témoin d'une occupation franque, c'est-à-dire d'implantations franques, sporadiques. Le premier élément Tonnen- est obscur. L'explication par un nom de personne ou un appellatif norrois ne se justifie pas, car l'appellatif court n'était plus en usage lors de l'installation des Scandinaves.
Auparavant, les communes de Cheffreville et de Tonnencourt étaient séparées, la fusion a eu lieu par décret du 18 juillet 1882 sous le nom de Cheffreville-Tonnencourt.

## Politique et administration

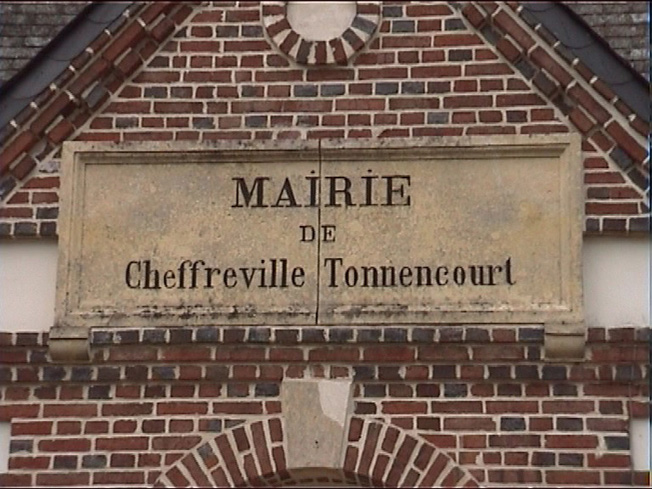
La mairie.

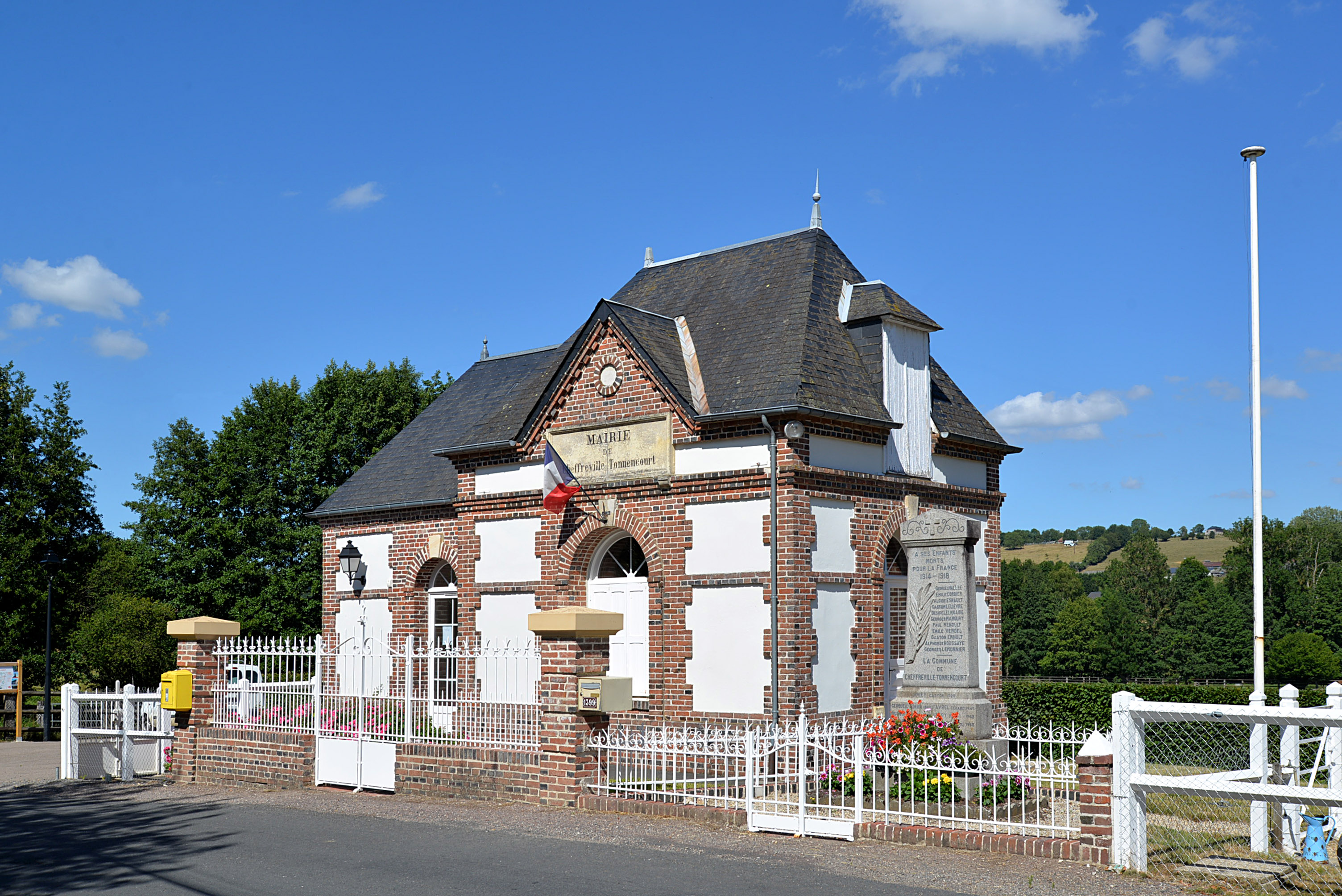
La mairie.

| Période      | Période  | Identité        | Étiquette | Qualité                                                              |
| ------------ | -------- | --------------- | --------- | -------------------------------------------------------------------- |
| janvier 2016 | mai 2020 | Michel Coru     |           | Entrepreneur agricole                                                |
| mai 2020     | En cours | Nathalie Zeymes | SE        | Conseillère au comité pour le logement autonome des jeunes à Lisieux |

## Démographie
En 2021, la commune comptait 289 habitants. Depuis 2004, les enquêtes de recensement dans les communes de moins de 10 000 habitants ont lieu tous les cinq ans (en 2006, 2011, 2016, etc. pour Cheffreville-Tonnencourt) et les chiffres de population municipale légale des autres années sont des estimations.
| 1793 | 1800 | 1806 | 1821 | 1831 | 1836 | 1841 | 1846 | 1851 |
| ---- | ---- | ---- | ---- | ---- | ---- | ---- | ---- | ---- |
| 355  | 359  | 465  | 382  | 370  | 346  | 305  | 290  | 281  |

| 1856 | 1861 | 1866 | 1872 | 1876 | 1881 | 1886 | 1891 | 1896 |
| ---- | ---- | ---- | ---- | ---- | ---- | ---- | ---- | ---- |
| 288  | 286  | 268  | 235  | 225  | 296  | 256  | 253  | 268  |

| 1901 | 1906 | 1911 | 1921 | 1926 | 1931 | 1936 | 1946 | 1954 |
| ---- | ---- | ---- | ---- | ---- | ---- | ---- | ---- | ---- |
| 248  | 245  | 227  | 218  | 220  | 203  | 189  | 186  | 212  |

| 1962 | 1968 | 1975 | 1982 | 1990 | 1999 | 2006 | 2011 | 2016 |
| ---- | ---- | ---- | ---- | ---- | ---- | ---- | ---- | ---- |
| 227  | 173  | 140  | 142  | 179  | 172  | 220  | 277  | 301  |

| 2019 | - | - | - | - | - | - | - | - |
| ---- | - | - | - | - | - | - | - | - |
| 292  | - | - | - | - | - | - | - | - |

## Lieux et monuments
- Croix médiévale du cimetière en fer forgé du XIVe siècle, inscrite au titre des monuments historiques par arrêté du 27 octobre 1971[18].
- Manoir de Tonnencourt du XVIe siècle, inscrit au titre des monuments historiques par arrêté du 7 février 1975[19].
- L'église de l'Assomption-de-Notre-Dame (ou de l'Assomption-de-la-Vierge[20]) de Cheffreville du XVIe siècle abrite un retable XVIIe orné d'une Assomption et d'une statue de Vierge à l'Enfant et divers objets et mobiliers inscrits au titre des monuments historiques par arrêté préfectoral du 22 janvier 2008[21] (certains objets venant de l'église de Tonnencourt).
- Manoir de Cheffreville du XVIe siècle.
- Mairie du XIXe siècle.
- Vestiges d'une motte féodale à l'ouest de l'église[22].
- Une partie du parc du château de Fervaques est sur le territoire communal.

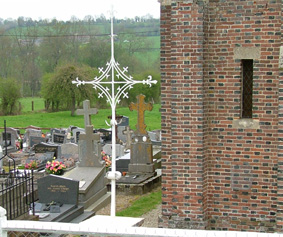
La croix médiévale.
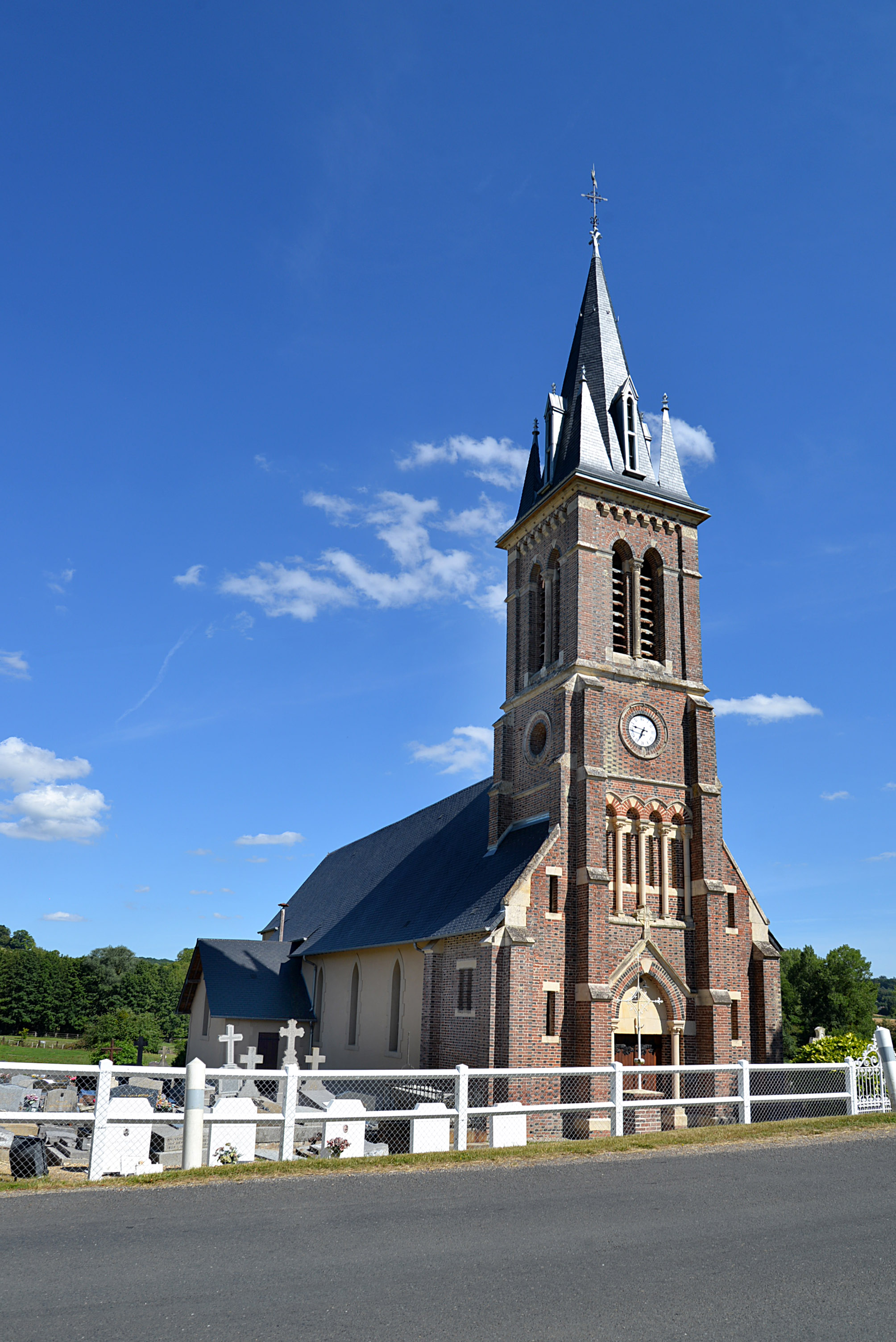
L'église de l'Assomption de Notre-Dame.
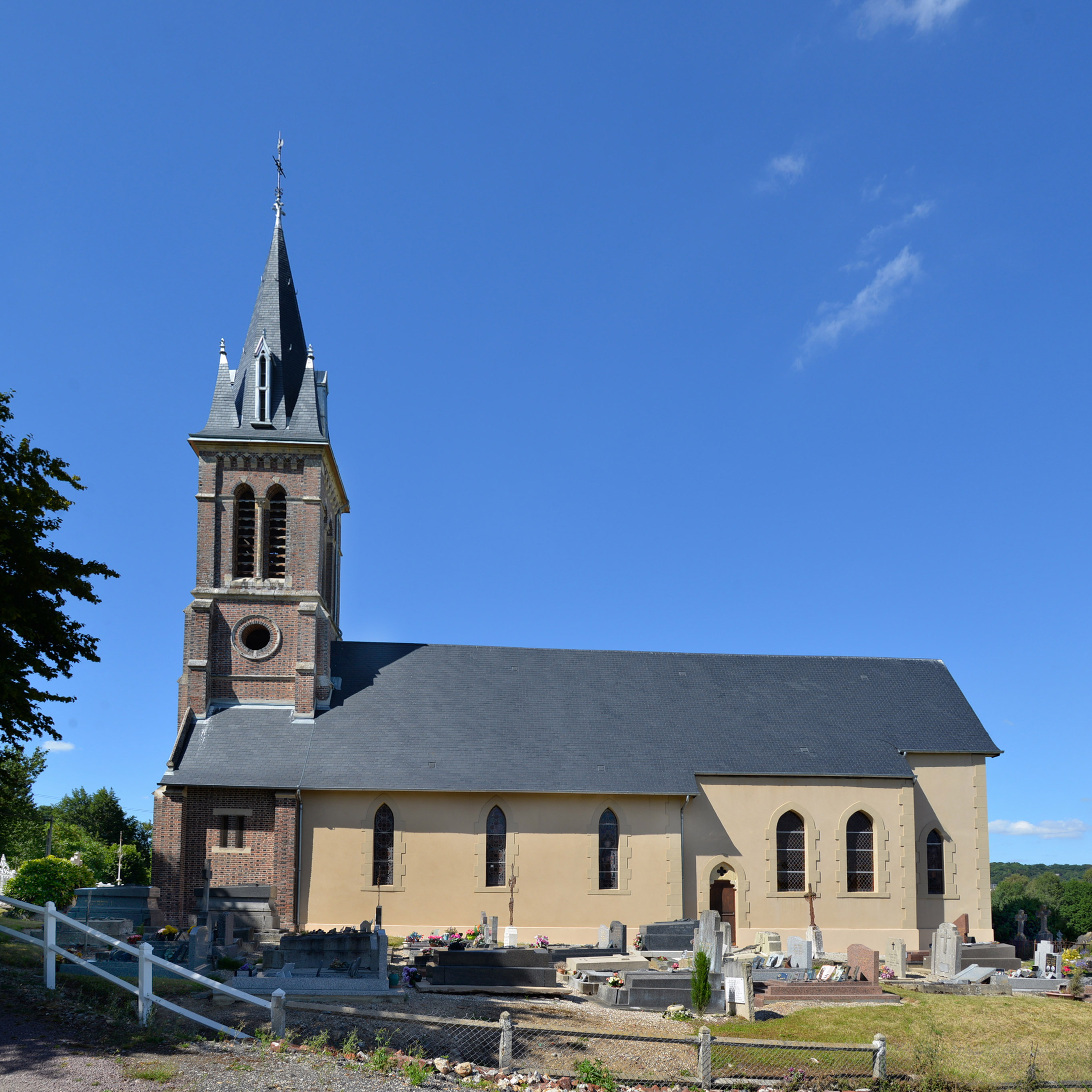
L'église de l'Assomption de Notre-Dame.
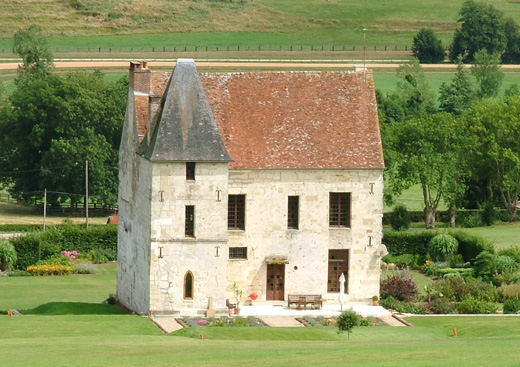
Le manoir de Cheffreville.
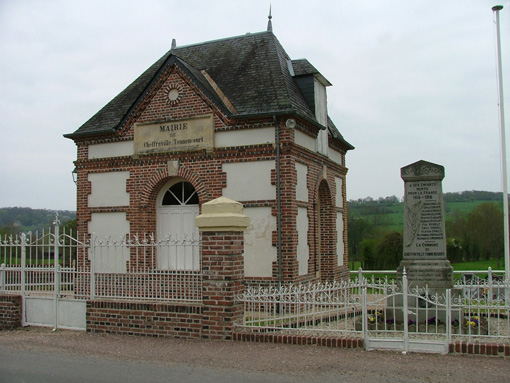
La mairie et le monument aux morts.
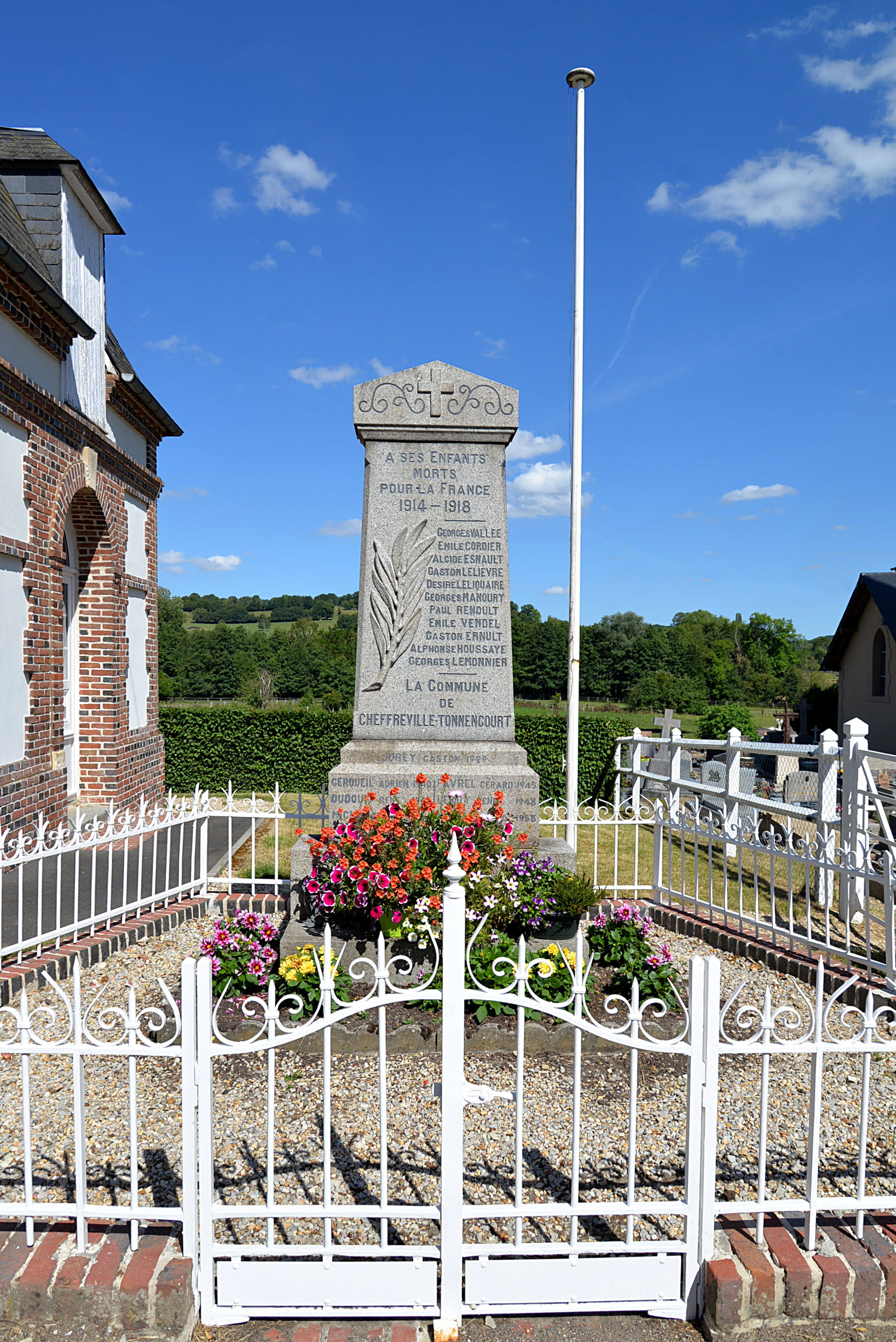
Le monument aux morts.